# 曹禺大剧院
30°26′20″N 112°52′55″E / 30.43893°N 112.88196°E
曹禺大剧院、潜江曹禺大剧院，位于中华人民共和国湖北省潜江市的一个剧院。

## 沿革
曹禺大剧院建设面积1万多平方米、拥有2000座位。2013年4月开工建设。2014年l2月6日20时，江苏中南建筑产业集团有限责任公司承建的湖北省潜江市曹禺大剧院施工现场，发生模板支撑体系坍塌，造成3人死亡、6人受伤。2017年3月落成，同月31日万开启首演。